# Rüppells tapuit
De Rüppells tapuit (Oenanthe lugubris) is een zangvogel uit de familie Muscicapidae (Vliegenvangers).

## Verspreiding en leefgebied
Deze soort komt voor in oostelijk Afrika en telt 3 ondersoorten:
- Oenanthe lugubris vauriei: noordoostelijk Somalië.
- Oenanthe lugubris lugubris: van Eritrea tot centraal Ethiopië.
- Oenanthe lugubris schalowi: zuidelijk Kenia en noordoostelijk Tanzania.